# La invasión del mar
"La invasión del mar" ("L'invasion de la mer") es la última novela publicada en vida por el escritor francés Jules Verne. Su primera aparición fue de manera seriada en la "Magazine de ilustración y recreo" ("Magasin d’Education et de Récréation") desde el 1 de julio hasta el 1 de agosto de 1905, y en un solo tomo de dos volúmenes junto a "El faro del fin del mundo" a finales de ese mismo año.
Además de ser la última novela publicada en vida de Jules Verne, es una de las más enigmáticas, aunque también de las menos conocidas. Está considerada como un férreo ataque al occidentalismo. 
Un joven se propone crear un mar en medio del desierto del Sáhara con el fin de poder regar la tierra y cultivarla. Sin, embargo sus esfuerzos son vanos, y más cuando las tribus nómadas se unen en su contra.

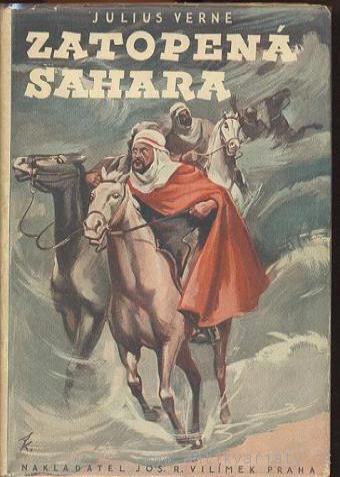
Edición rumana de 1926.

## Argumento
El ingeniero M. de Schaller es el responsable del proyecto Saharienne Mer ("Mar Sahariano"). Los tuaregs se oponen ferozmente, y su jefe, Hadjar, es capturado. Con la ayuda de su madre y sus hermanos, Hadjar logra escapar y se esconde en el Sáhara. Únicamente la naturaleza define el triunfo.

## Capítulos
- I El oasis de Gabes.

- II Hadjar.

- III La evasión.

- IV El Mar del Sahara.

- V La caravana.

- VI De Gabes a Tozeur.

- VII Tozeur y Nefta.

- VIII Rharsa.34°6′0″N 7°50′0″E / 34.10000, 7.83333

- IX El segundo canal.

- X En el kilómetro 347.

- XI Una excursión de doce horas.

- XII Lo que había sucedido.

- XIII El oasis de Zenfig.

- XIV En cautiverio.

- XV En fuga.

- XVI El tell.

- XVII Desenlace.

## Temas vernianos tratados

### Fenónemos naturales
En esta novela tiene lugar un fenómeno natural muy alejado a los habituales en el resto de los "Viajes extraordinarios", como son las tormentas y las erupciones: se trata esta vez de un maremoto.
Debido al los efectos en Asia del tsunami del Océano Índico en diciembre del 2004, la novela fue muy comentada como una de las anticipaciones de Verne.

### Similutudes con otras obras
La historia parte de la misma idea de base que se halla en el argumento de "El secreto de Maston" (1889): realizar un cambio en la naturaleza con el fin de obtener más tierras de cultivo. Al parecer, el autor presentaba ya inquietud por la falta de tierras de cultivo. Ambas historias son escritas al final de su carrera, cuando los temas sombríos empiezan aparecer, muy lejanos ya de los temas optimistas de los primeros tiempos de su obra.

### Inspiración
En la década de 1880, François Élie Roudaire, un geógrafo francés, propuso inundar una parte del desierto del Sáhara con las aguas del Mediterráneo mediante la excavación de un canal desde el golfo de Gabés hasta un conjunto de chotts, lagos salados norteafricanos, pasando por el grande y ya existente, aunque la mayor parte del tiempo seco, chott El Yerid (cuenca de las palmeras). Éste, hoy en día es una sebkha  o cuenca sedimentaria salina, y ya lo era en la época en que escribió Verne. En su día, el proyecto terminó siendo abandonado debido a las dificultades, pero Verne le dio un aire romántico en su novela.